# Менди, Кристоф
Кристо́ф Менди́ (фр. Christophe Mendy; род. 4 августа 1971, Руан) — французский боксёр, представитель тяжёлой весовой категории. Выступал за сборную Франции по боксу на всём протяжении 1990-х годов, бронзовый призёр чемпионата мира, серебряный призёр чемпионата Европы, победитель Средиземноморских игр, победитель французского национального первенства, участник летних Олимпийских игр в Атланте. В период 1993—2000 годов боксировал также на профессиональном уровне.

## Биография
Кристоф Менди родился 4 августа 1971 года в городе Руан департамента Приморская Сена, Франция. Серьёзно заниматься боксом начал в возрасте десяти лет, в 17 лет уже выступал в первой тяжёлой весовой категории, выиграл несколько региональных турниров и был замечен скаутами французской национальной сборной. В 1991 году поступил в Национальный институт спорта и физической культуры, где проходил обучение в течение пяти лет.

### Любительская карьера
Первого значимого успеха как боксёр добился в 1991 году, став чемпионом Франции в тяжёлом весе.
В 1993 году одержал победу на Средиземноморских играх в Нарбоне и выступил на чемпионате Европы в Бурсе.
В 1994 году на Кубке мира в Бангкоке был остановлен в 1/8 финала кубинским олимпийским чемпионом Роберто Баладо, тогда как на Играх доброй воли в Санкт-Петербурге в четвертьфинале проиграл другому титулованному кубинцу Феликсу Савону. Помимо этого, выиграл Кубок Копенгагена в Дании и Кубок Президента в Индонезии (в Джакарте победив Виталия Кличко по очкам).
На чемпионате мира 1995 года в Берлине получил награду бронзового достоинства, в полуфинале вновь встретился с кубинцем Савоном и снова уступил ему. Принял участие в матчевой встрече со сборной США, выиграв по очкам у американского боксёра Дуэйна Бранша.
В 1996 году стал серебряным призёром международного турнира «Странджа» в Болгарии, выиграл серебряную медаль на европейском первенстве в Вайле, где в решающем финальном поединке проиграл представителю Германии Луану Красничи. Благодаря череде удачных выступлений удостоился права защищать честь страны на летних Олимпийских играх в Атланте — в категории до 91 кг благополучно прошёл первого соперника по турнирной сетке, но во втором бою на стадии четвертьфиналов потерпел поражение от представителя Канады Дэвида Дефиагбона, который в итоге стал серебряным призёром этого олимпийского турнира.

### Профессиональная карьера
В период 1993—2000 годов боксировал также на профессиональном уровне, но каких-то выдающихся успехов на этом поприще не добился. Дважды был претендентом на титул чемпиона Франции в тяжёлом весе, в одном из поединков ему удалось заполучить чемпионский пояс. В общей сложности провёл среди профессионалов 19 поединков, из которых 14 выиграл (в том числе 9 досрочно), 4 проиграл, в одном случае была зафиксирована ничья.